# Vizcondado de Barrionuevo
El vizcondado de Barrionuevo es un título nobiliario español creado el 19 de marzo de 1891 por el pretendiente al trono Carlos María de Borbón y Austria-Este —conocido como Carlos VII— y concedido a José María Barrionuevo y Soto, militar, por los méritos adquiridos en las campañas 1872–1876 y siguientes y en su rol de administrador de la Real Intendencia.
El 24 de noviembre de 1982, el rey Juan Carlos I reconoció el título como título del Reino en favor de José Barrionuevo y Barrionuevo, quien, de ese modo, se convirtió en el segundo vizconde de Barrionuevo.

## Vizcondes de Barrionuevo
|                                                    | Titular                                            | Periodo                                            |
| Creación por Carlos María de Borbón y Austria-Este | Creación por Carlos María de Borbón y Austria-Este | Creación por Carlos María de Borbón y Austria-Este |
| -------------------------------------------------- | -------------------------------------------------- | -------------------------------------------------- |
| I                                                  | José María Barrionuevo y Soto                      | 1891-1908                                          |
| Reconocido por Juan Carlos I                       |                                                    |                                                    |
| II                                                 | José Barrionuevo y Barrionuevo                     | 1983-1989                                          |
| III                                                | Matilde Francisca Barrionuevo y Peña               | 1992-2016                                          |
| IV                                                 | Marta Esperanza Barrionuevo Huélamo                | 2023-Act                                           |

## Historia de los vizcondes de Barrionuevo
- José María Barrionuevo y Soto (1855-1908), I vizconde de Barrionuevo.

El 25 de octubre de 1948 (BOE del día 30 del mismo mes), José Barrionuevo y Barrionuevo solicitó el reconocimiento del título vizcondal. No obstante, sus pretensiones recién serían atendidas el 24 de noviembre de 1982 (BOE del 1 de diciembre), cuando un real decreto le reconocería el «derecho de ostentar y usar el título carlista de Vizconde de Barrionuevo»:
- José Barrionuevo y Barrionuevo (1913-1989), II vizconde de Barrionuevo.

Casó con Matilde Peña Valdívia. El 11 de noviembre de 1992, tras orden del 19 de octubre de 1992 para que se expida la correspondiente carta de sucesión (BOE del 12 de noviembre), le sucedió su hija:
- Matilde Francisca Barrionuevo y Peña (1949-2016), III vizcondesa de Barrionuevo.

Sin descendencia. El título fue reclamado por dos de sus sobrinos: Juan Tomás de Lorenzo Sánchez y Marta Esperanza Barrionuevo Huélamo. Finalmente, le sucedió su sobrina:
- Marta Esperanza Barrionuevo Huélamo, V vizcondesa de Barrionuevo.